# تاويالت
تاويالت هي جماعة قروية في إقليم تارودانت بجهة سوس ماسة جنوب المغرب. وهي تضم 7465 نسمة، حسب الإحصاء العام للسكان والسكنى لسنة 2014.
ويبعد مركز جماعة تاويالت عن مدينة تارودانت بـ 140 كلم (3 ساعات)، فيما يبعد مركز الجماعة عن مدينة تالوين بـ 60 كلم.

## دواوير جماعة تاويالت
- دوار تمجرشت (مركز الجماعة)
- دوار أيت ملول
- دوار بوتيزي
- دوار أنروز
- دوار أبان
- دوار تزولط
- دوار ميال
- دوار أيت حيمي
- دوار إد لحسن أوعلي
- دوار أسكا
- دوار إكومران
- دوار أعرابن
- دوار تاكروالت
- دوار أيت إفرض
- دوار أكشتيم
- دوار تيتال
- دوار ركات
- دوار إكشوضن
- دوار إد مرموش
- دوار وانتارن
- دوار إد منديل
- دوار تلات نوكنار
- دوار أسلون
- دوار إرحالن
- دوار تزوضن
- دوار واسيون
- دوار أمزاورو
- دوار ووزكارت
- دوار تاوريرت أيت مسري
- دوار إدوامغار
- دوار تكاديرت أيت الحاج
- دوار أكرض نوزغار
- دوار أمازر
- دوار منسور
- دوار تيشكي
- دوار إكروضان
- دوار تالموضعت
- دوار تيزكي

## التعليم
قائمة المؤسسات التعليمية في جماعة تاويالت:
- مجموعة مدارس تاويالت (المركزية: تمجرشت / الوحدات: إكومران - إد مرموش - منسو - إد علي أوحمو - تلمضعت)
- مجموعة مدارس جابر بن حيان (المركزية: تاوريرت أيت مسري / الوحدات: ازكار - ازودين - أمزاورو - إلوكوسن - تكديرت)
- مجموعة مدارس أعرابن (المركزية: اعرابن / الوحدات: اكشتيم - ايت واحو)
- مجموعة مدارس تازولت (المركزية: تازولت / الوحدات: ميال - تتال)
- الثانوية الإعدادية تاويالت.

## النقل والطرق
يقع مركز جماعة تاويالت على الطريق الإقليمية رقم 1737، لكن الجماعة تفتقر للطرق المعبدة، حيث أن المقطع الرابط بين أسكاون وتاويالت عبارة عن طريق غير معبدة، وكذلك الشأن بالنسبة للمقطع الرابط بين تاويالت وأهل تفنوت.

## الصحة
جماعة تويالت تتوفر على مستوصف في دوار أعرابن، وعلى مركز صحي في مركز جماعة تويالت بالقرب من سوق الأربعاء تاويالت بين السوق الأسبوعي ودوار تمجرشت، لكن هذه المراكز تفتقر إلى الأدوية الضرورية، وتفتقر إلى تجهيزات تليق بحجم المنطقة، وتفتقر إلى مكان الولادة، وتفتقر إلى طبيب، وتفتقر إلى أشياء كثيرة يستفيذ منها ساكنة المنطقة.